# Milimani
Milimani est une localité kényane située dans la province de la Côte, au nord de Mombasa.